# ダン・タイ・ソン
ダン・タイ・ソン（鄧泰山、ベトナム語：Đặng Thái Sơn / 鄧泰山、1958年7月2日 - ）は、ベトナム・ハノイ出身のピアニスト。現在はカナダのモントリオール在住。

## 経歴
1958年ハノイ生まれ。詩人の父とピアニストの母親を持つ。ハノイ音楽学校のピアノ科の教授でもあった母から、ピアノを習い、後にモスクワ音楽院に留学。ベトナム戦争の最中、本物のピアノが使えなかった際、紙の鍵盤で練習していたという有名なエピソードがある。1980年にアジア人で初めてショパン国際ピアノコンクールで優勝した。ファイナルでピアノ協奏曲第二番を演奏して優勝したこれまでで唯一のピアニストである。その後、コンサート・ピアニストとして演奏活動を続けている。
2005年から2006年にかけては、ワルシャワ・ショパン協会の自主制作盤「歴史的楽器によるショパン作品全集」シリーズにおいて、18世紀オーケストラとの共演により、フォルテピアノを用いてショパンの2つの協奏曲を録音した。
近年は審査員活動の傍ら次々と教え子をコンクールで受賞させており、2021年にはブルース・シャオユー・リウがショパン国際ピアノコンクールで優勝している。